# Berberis valdiviana
Berberis valdiviana är en berberisväxtart som beskrevs av Rodolfo Amando Philippi. Berberis valdiviana ingår i släktet berberisar, och familjen berberisväxter. Inga underarter finns listade i Catalogue of Life.

## Bildgalleri

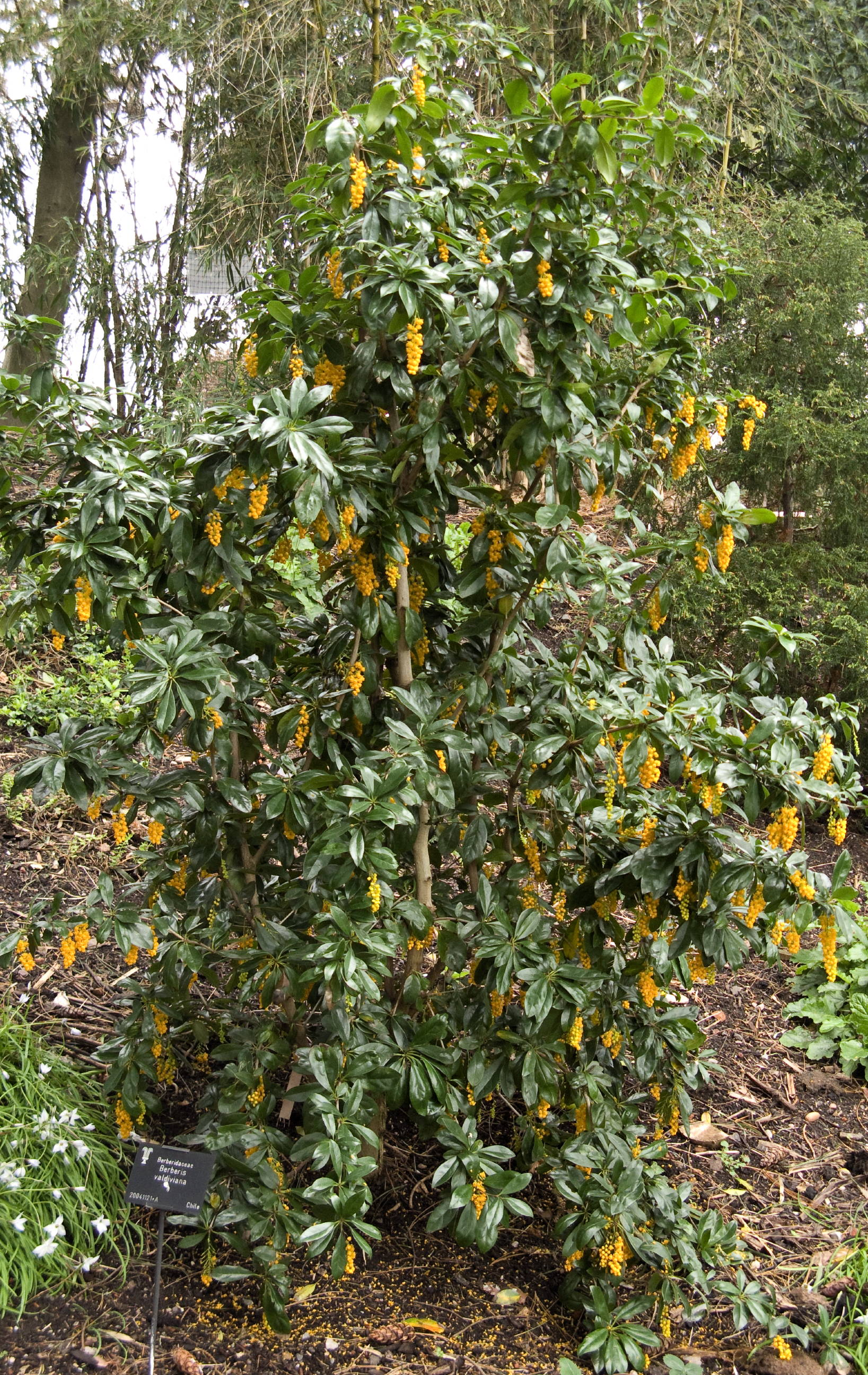
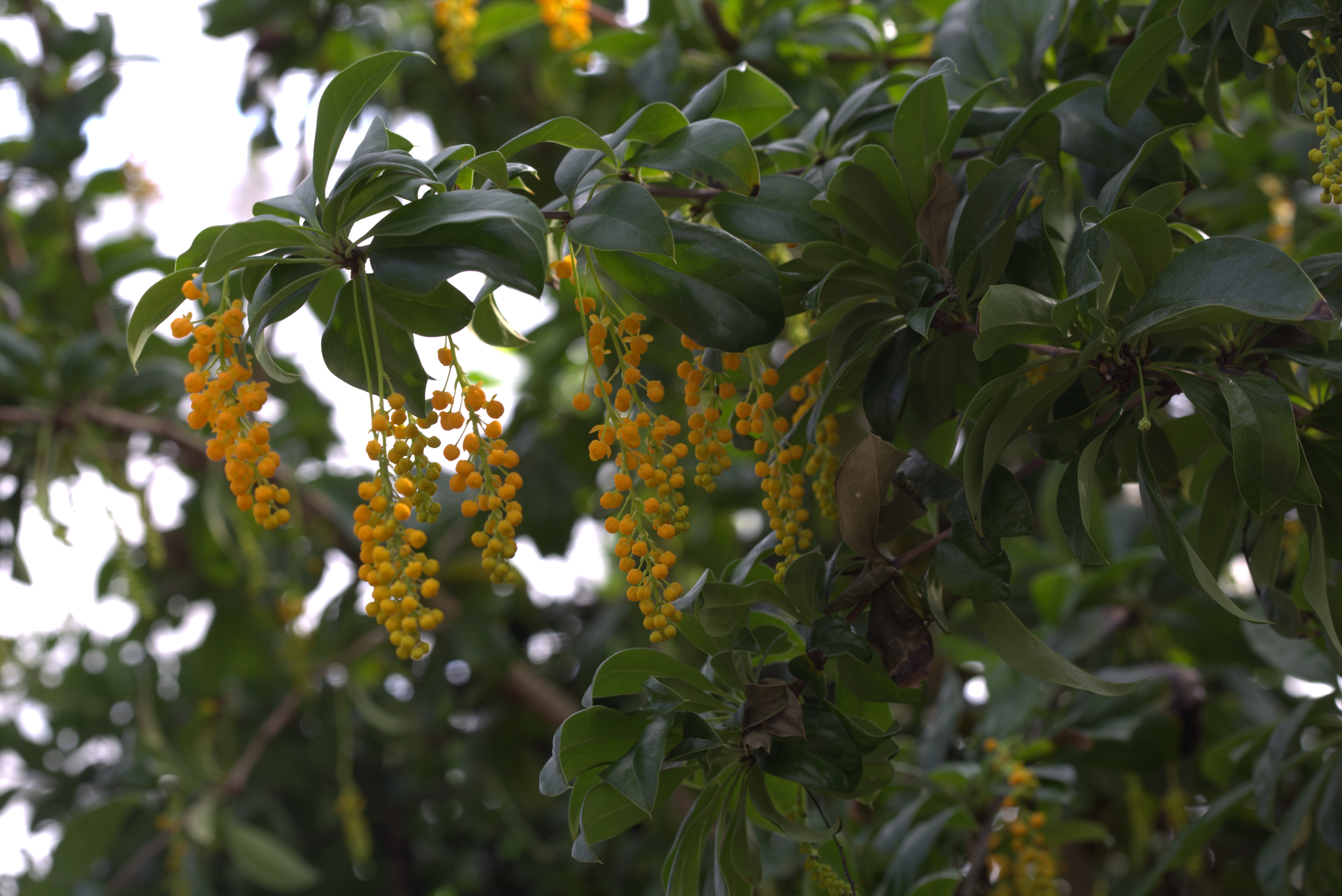
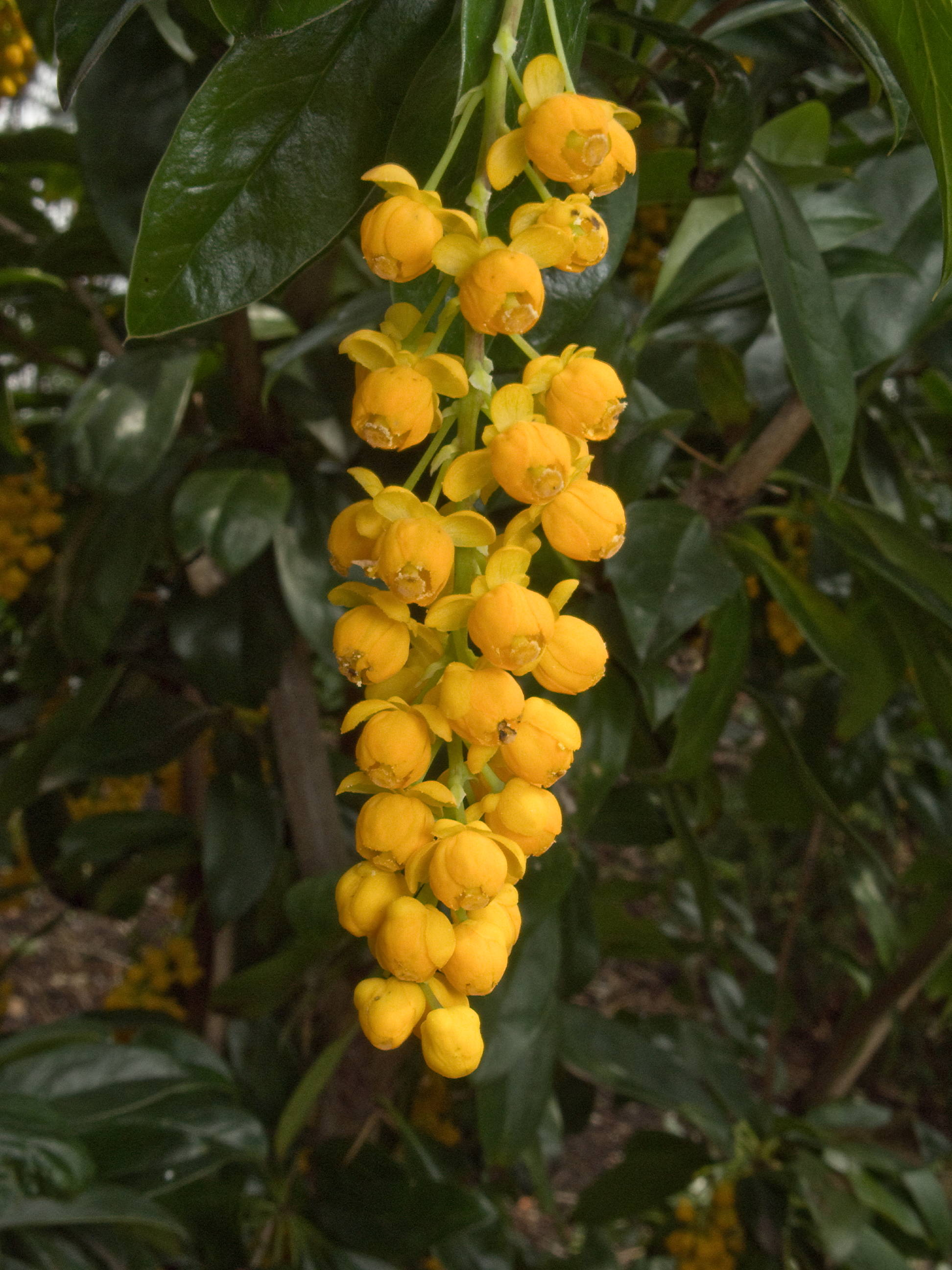
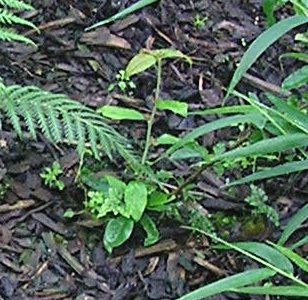